# فرودگاه مونتایندال
فرودگاه مونتایندال (به انگلیسی: Mountaindale Airport) یک فرودگاه خصوصی است که یک باند فرود خاک دارد و طول باند آن ۷۰۱ متر است. این فرودگاه در کشور ایالات متحده آمریکا قرار دارد و در ارتفاع ۵۴ متری از سطح دریا واقع شده‌است.